# ريتشارد ووماك
ريتشارد ووماك هو شخصية أعمال وسياسي أمريكي، ولد في 1974. نشط حزبياً في الحزب الجمهوري. وقد انتخب عضو مجلس نواب أركنساس ‏.